# Arthopyrenia spilobola
Arthopyrenia spilobola är en lavart som först beskrevs av William Nylander och som fick sitt nu gällande namn av George Arnott Walker Arnott. 
Arthopyrenia spilobola ingår i släktet Arthopyrenia och familjen Arthopyreniaceae. Arten är reproducerande i Sverige.